# کریستیان روبینی
کریستیان روبینی (فرانسوی: Christian Robini‎; ۱۱ ژانویهٔ ۱۹۴۶ – ۲۹ سپتامبر ۲۰۰۱) دوچرخه‌سوار اهل فرانسه بود.